# Guuterput qutsinnermiu
Guuterput qutsinnermiu (ofte blot kaldet Guuterput) er en grønlandsk julesalme fra 1852, som bredt regnes for den mest respekterede grønlandske julesalme og Grønlands "jule-nationalsang"
Rasmus Berthelsen skrev tekst og musik til Guuterput. Berthelsen har udtalt at sangen kom til ham i en drøm.
Salmen har to vers. Den bygger på Juleevangeliet og forestiller at være den sang, som englene sang for hyrderne for at forkynde Jesu fødsel julenat. Senere har kateket Elias Gedionsen tilføjet en indledning, som synges først og forklarer dette.
Guuterput synges meget langsomt og flerstemmigt uden tonespring eller afbrydelser hvor tonerne glider over i hinanden. Sangstilen kaldes inuttooq ("på inuit-vis"). Stilen giver salmen et højtideligt og følelsesladet præg. Det har siden 1920'erne været tradition altid at synge sangen stående, idet man normalt rejser sig efter introduktionen.
Salmen er en del af Grønlands kulturarv og synges altid til julegudstjenester og julekoncerter. Den er normalt afslutningnummeret i DR's tv-program Julehilsen til Grønland, og ved den årlige Nordatlantiske Julekoncert i  Helligåndskirken i København.
Guuterput er inspireret af den protestantiske salmetradition, men adskiller sig også fra denne ved inuttooq-stilen og introduktionen. Den er uden rim ligesom traditionelle grønlandske trommesange.
Guuterput er oversat til dansk af Mathias Stork og Christian Ludwigs i 1910.

## Ekstern henvisning
- Guuterput sunget på KNR's website